# Гидросульфид калия
Гидросульфи́д ка́лия — неорганическое соединение,
кислая соль калия и сероводородной кислоты с формулой KHS,
бесцветные кристаллы,
растворяется в воде с разложением,
образует кристаллогидрат.

## Получение
- Пропускание через раствор сульфида калия избытка сероводорода:

{\displaystyle {\mathsf {K_{2}S+H_{2}S\longrightarrow \ 2KHS}}}

## Физические свойства
Гидросульфид калия образует бесцветные кристаллы тригональной сингонии, пространственная группа R 3, параметры ячейки a = 0,437 нм, α = 69,03°, Z = 1.
При температуре выше 182 °C существует в виде кристаллов кубической сингонии, пространственная группа F m3m, параметры ячейки a = 0,668 нм, Z = 4.
Растворяется в воде с гидролизом, растворяется в этаноле.
Образует кристаллогидрат состава KHS·0,5H2O.

## Химические свойства
- В водных растворах подвергается сильному гидролизу:

{\displaystyle {\mathsf {KHS+H_{2}O\longrightarrow \ KOH+H_{2}S\uparrow }}}

## Применение
- В аналитической химии для разделения тяжёлых металлов.